# Trebbiano

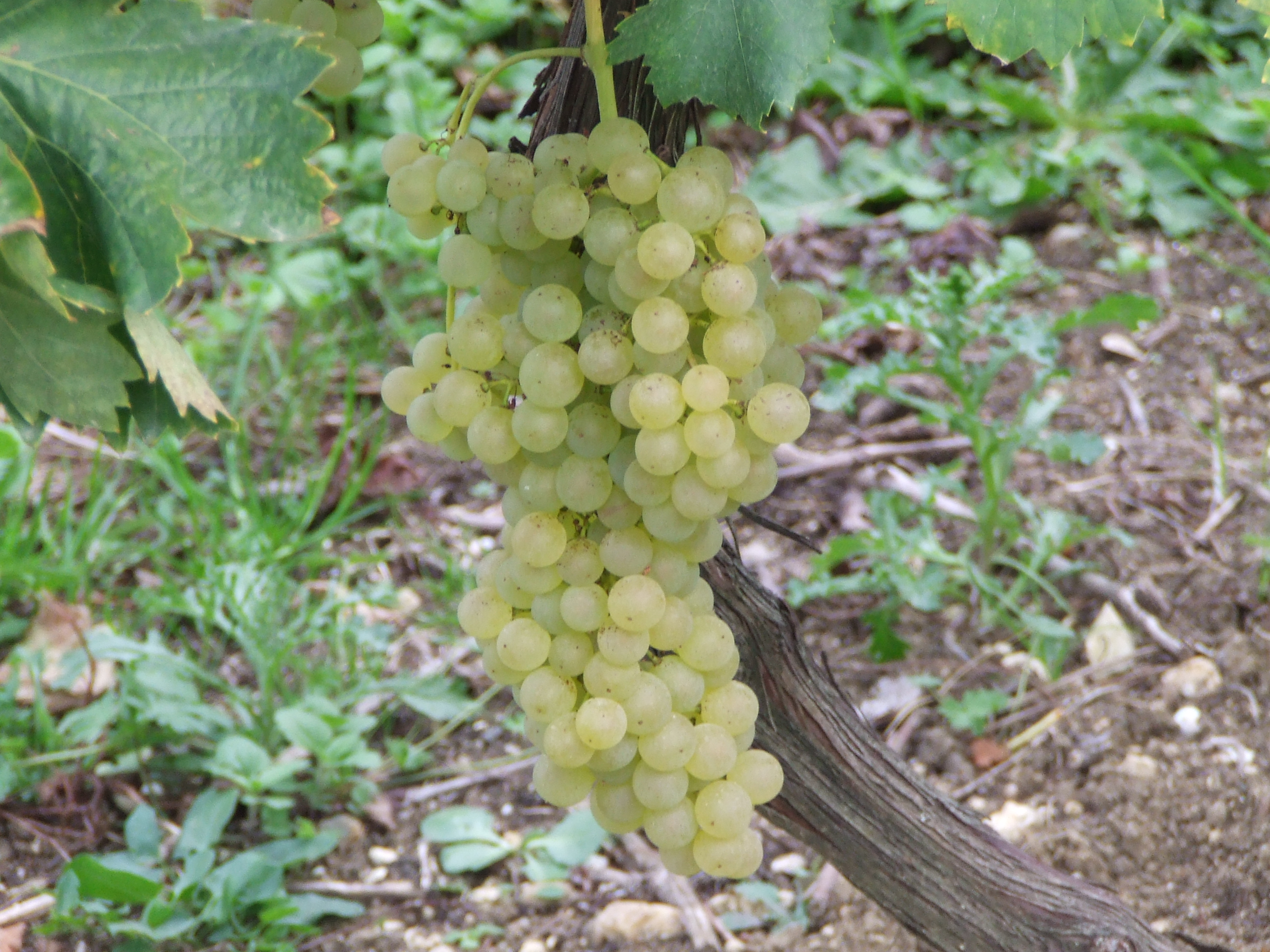
Traube der Sorte Trebbiano toscano, die im Anbaugebiet Cognac Ugni Blanc genannt wird.

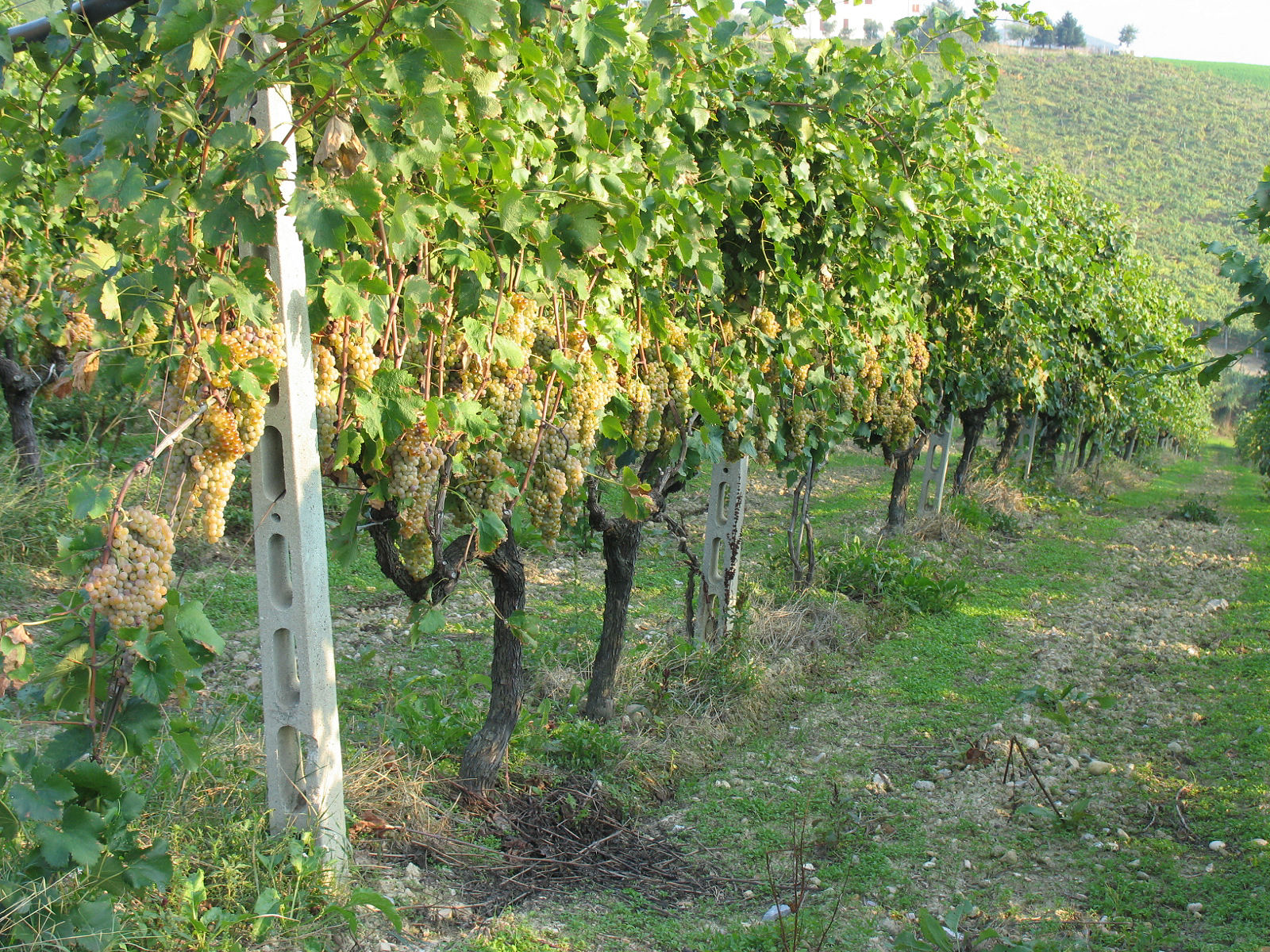
Rebstöcke in der italienischen Region Marken.

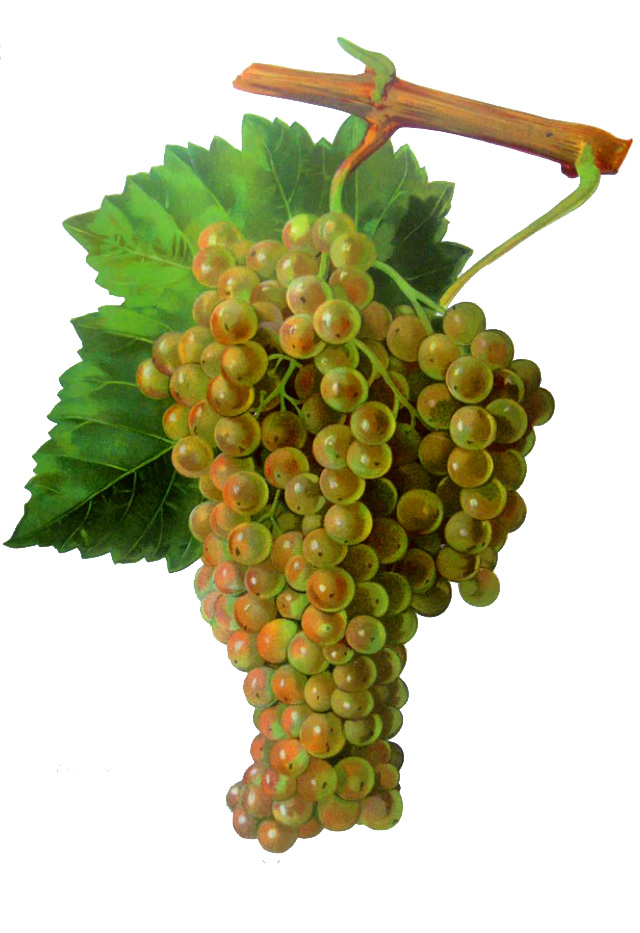
Ugni blanc nach Viala und Vermorel

Trebbiano oder Trebbiano Toscano ist eine Weißweinsorte. Sie ist eine der ältesten und heute die meistangebaute Rebsorte in Italien und Frankreich und bringt hohe Erträge.
Eine kleinbeerigere und wertvollere Spielart der Trebbiano Toscano ist die in Umbrien angebaute Rebsorte Procanico, die vor allem im DOC-Weißwein Orvieto Verwendung findet. Es gibt zahlreiche weitere Spielarten wie zum Beispiel Trebbiano di Soave, Trebbiano Romagnolo, Trebbiano Spoletino, Trebbiano Giallo und Trebbiano d’Abruzzo.

## Verwendung
Trauben der Trebbiano-Familie werden zur Erzeugung folgender DOC-Weine verwendet: Maremma Toscana, Romagna, Trebbiano d’Abruzzo, Aprilia, Arborea, Capriano del Colle, Romagna und Colli Piacentini. Außerdem wird die Trebbiano-Rebe in zahlreichen weißen Verschnittweinen als Hauptsorte eingesetzt, wie zum Beispiel im bereits erwähnten Orvieto sowie den bekannten Weißweinen Frascati, Lugana, Bianco di Custoza und Est! Est!! Est!!! di Montefiascone. Als Nebensorte ist sie u. a. im Soave und Gambellara sowie den Rotweinen Vino Nobile di Montepulciano und Torgiano zugelassen.
Traditionell wurden Trebbianotrauben zusammen mit der weißen Rebsorte Malvasia in geringen Mengen auch dem berühmten toskanischen Rotwein Chianti zugesetzt. Seitdem die Winzer immer mehr auf den Zusatz von Weißweintrauben im Chianti verzichteten (seit der Weinernte 2006 ist er gänzlich untersagt) wurde für den Überschuss an Trebbiano-Trauben ein neuer Wein erfunden: der IGT-Weißwein Galestro.

## Anbau
Weltweit wurden 2016 etwa 120.000 ha Rebfläche mit Trebbiano Toscano bepflanzt. Außer in Italien (35.441 ha) wird die Traube noch in Frankreich angebaut, wo sie im Süden „Ugni blanc“ und im Cognac-Gebiet „Saint-Émilion“ heißt. Im Jahr 2016 wurde in Frankreich eine bestockte Rebfläche von 78.842 Hektar erhoben. Wie in Spanien die Airén-Traube die Brandy-Brennereien speist, so versorgt der reichlich vorhandene dünne, säuerliche Wein der Ugni Blanc die Brennblasen des Cognac und des Armagnac-Gebiets. Ugni Blanc wurde vermutlich im 14. Jahrhundert, als sich der päpstliche Hof in Avignon niedergelassen hatte, aus Italien importiert.
In einer 2008 veröffentlichten Untersuchung wurde bei der Rebsorte Trebbiano toscana eine Verwandtschaft zur Rebsorte Garganega hergestellt. Aufgrund der noch nicht ermittelten Eltern der Sorte Garganega lässt sich das genaue verwandtschaftliche Verhältnis noch nicht präzisieren.
In Argentinien und Uruguay wird Trebbiano ebenfalls angebaut.
In der Region um die italienische Stadt Modena wird aus den Trauben der berühmte Essig „Aceto Balsamico Tradizionale di Modena“ hergestellt.
Unklar ist, ob Trebbiano mit der in Portugal angebauten Rebsorte Talia identisch ist.

## Synonyme
Es sind weitere 157 Namen für diese Rebsorte bekannt: Albano, Alfrocheiro Branco, Armenian, Balsamina Bianca, Beou, Beu, Bianca Botticina, Bianca di Poviglio, Biancame, Bianchello, Bianchetto, Biancone, Biancuccio, Biancuva, Blanc Auba, Blanc Bacca, Blanc de Cadillac, Blancoun, Bobiano, Bona, Bonan Beon, Bonebeon, Bonebeou, Boriano, Botticino Bianca, Boua, Bouan, Bragrunha, Branquinha, Brocanico, Brucanico, Bubbiano, Bubiano, Buriano, Buzzetto, Cadillac, Cadillate, Castelli, Castelli Romani, Castillone, Castillonne, Chantar, Chatar, Chator, Chauche Gris, Clairette a Grains Ronds, Clairette d’Afrique, Clairette de Afrique, Clairette de Vence, Clairette Ronde, Coda di Cavallo, Coda di Volpe, Douradina Branco, Douradinha, Douradinha Dos Vinhos Verdes, Douradinho, Elba, Engana Rapazes, Espadeiro Branco, Espagnolet, Eugana Repazes, Falanchina, Francesina, Greco, Greco Bianchello, Greco Bianco, Gredelin, Hermitage White, Inji Ban, Juni Blan, Lugana, Maccabeo, Malvasia, Malvasia Fina, Montonico, Morbidella, Morterille Blanche, Muscadet, Muscadet Aigre, Padeiro Branco, Paduro Branco, Passarena, Passerina, Pera de Bode, Perugino, Procanico, Procanico dell’Isola d’Elba, Procanico Portoferraio, Queue de Renard, Queue du Renard, Rassola, Regrat, Rogoznicka, Rolle, Romani, Rossan de Nice, Rossela Blanco, Rossetto, Rossola, Rossola Brandinca, Rossola Brandisca, Rossula, Rossula Brandinca, Rosula, Roussan, Roussane, Roussea, Rusciola, Russola, Saint Emilion, Saint Emilion Des Charentes, Saint Emillion, Santoro, Senese, Shiraz White, Sijaka, Sinese, Spoletino, St. Emilion, St. Emilion Des Charantes, Talia, Thalia, Trebbiana Fiorentina, Trebbianello, Trebbiano, Trebbiano Casale, Trebbiano d’Empoli, Trebbiano de Toscana, Trebbiano della Fiamma, Trebbiano di Cesena, Trebbiano di Cesene, Trebbiano di Empoli, Trebbiano di Lucca, Trebbiano di Tortona, Trebbiano di Toscana, Trebbiano Fiorentino, Trebbiano Forte, Trebbiano Giallo, Trebbiano Perugino, Trebbiano Toscano Bijeli, Trebbianollo, Trebbianone, Trebiano Toskano, Tribbiano, Tribbiano Forte, Tribiana Weiss, Trubbianello, Turbiano, Ugni Biancu, Ugni Blanc, Uni Belyi, Unji Blan, Uva Bianca, Uva Morbidella, White Hermitage, White Shiraz, Yuni Blan.